# Neue Bremm

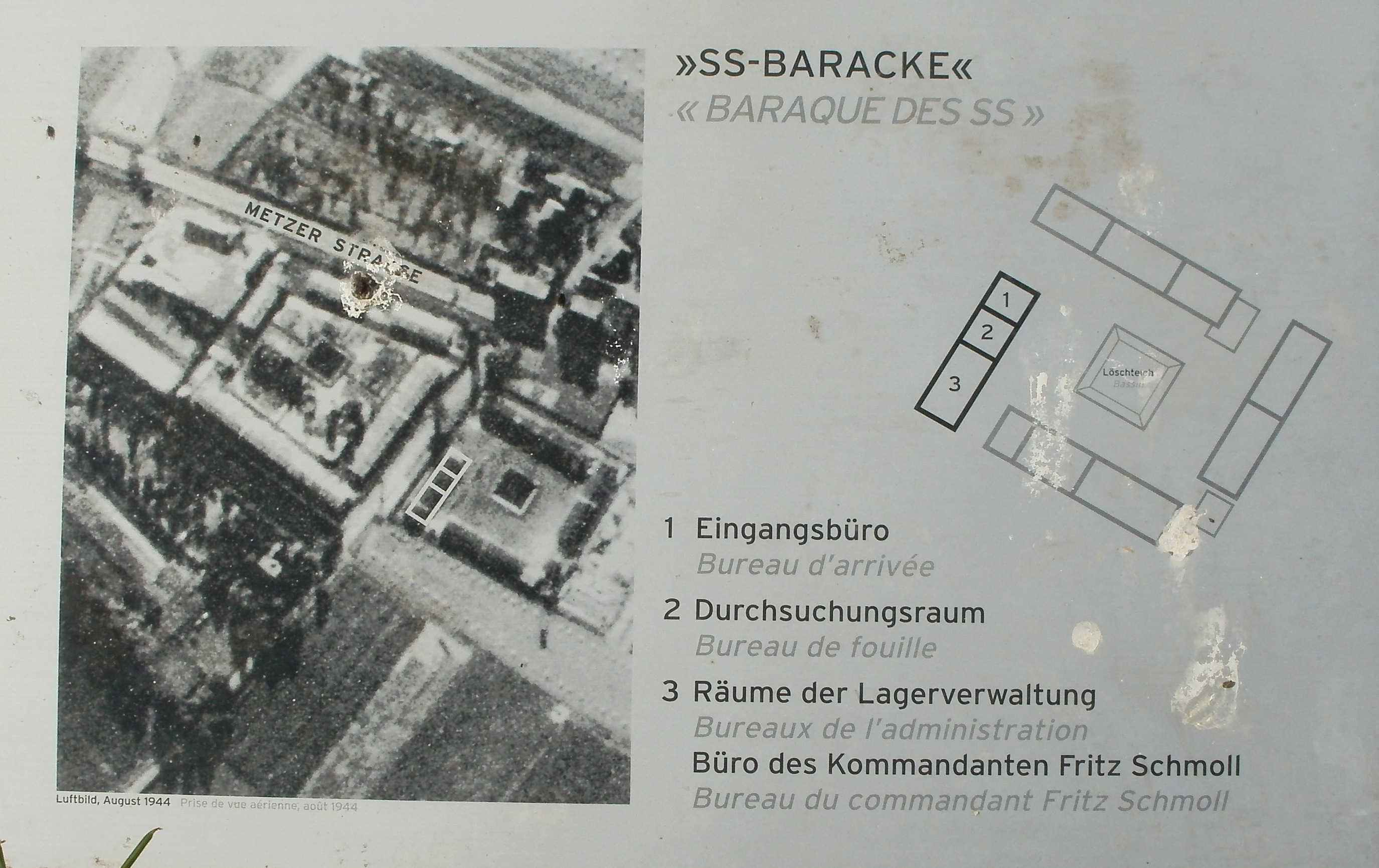
Fotografie a mapka tábora Neue Bremm

Neue Bremm, německy nazván Gedenkstätte Gestapo-Lager Neue Bremm byl nacistický mučicí tábor v Saarbrückenu, který v roce 1943 zřídilo gestapo záměrně bez dohledu jiných institucí. Sloužil do roku 1944. Byl určen ke zlomení vězňů, kteří nebyli určeni k okamžité smrti. Někteří vězni zde byli drženi jen několik týdnů, jiní mnohem déle, a to jak muži, tak ženy. Během této doby byli nasazováni na otrocké nucené práce. Ti, kteří přežili záměrné vyhladovění, byli posíláni dál do nacistických koncentračních táborů, jako byl Buchenwald. Táborem Neue Bremm prošlo přibližně 20 000 mužů a žen, včetně Židů z okupované východní Evropy, ale i Francouzů, Belgičanů, Britů a Italů. Celkový počet obětí však zůstává neznámý.
Krátkodobé mučící tábory jako Neue Bremm se nazývaly Straflager. Uvádí se, že mučení zahrnovalo poskakování ve skrčené poloze po dobu 6 až 8 hodin denně. Dále byli uvěznění hladoví a byl jim znemožněn spánek. V táborech Straflager probíhaly stejné bolesti jako v ostatních nacistických koncentračních táborech v Němci okupované Evropě, ale tělesné tresty byly zhuštěny do pouhých dnů.